# Hans Refior
Hans Refior était officier dans la Wehrmacht (armée de terre allemande) pendant la Seconde Guerre mondiale.
Commandant en 1940, chef d'état-major de la 137. Infanterie-division en 1943, puis colonel en 1944, cet officier d'état-major devient le chef d'état-major du lieutenant général (Generalleutnant) Hellmuth Reymann le 18 mars 1945, pendant la bataille de Berlin. Reymann était le commandant militaire de Berlin. Il était très clair dès le départ que son prédécesseur, le général Bruno Ritter von Hauenschild, ne lui avait laissé aucun moyen de défense.
Début avril, Refior et Reymann arrivèrent à la conclusion que Berlin n'avait aucune chance de résister à l'assaut soviétique avec les ressources qui leur restaient. Ils recommandèrent alors à Joseph Goebbels de laisser les civils quitter la ville, en particulier les femmes et les enfants. La réponse creuse qu'ils reçurent Goebbels leur fit se rendre compte que celui-ci n'avait jamais envisagé cette éventualité et ignorait tout de la logistique nécessitée par une évacuation en masse.
En essayant de déterminer sur combien de troupes et d'armes ils pouvaient compter, Refior et Reymann se rendirent compte que le titre de « Région de défense de Berlin » n'avait aucune signification concrète. Ce n'était qu'un slogan creux, tout comme la « Forteresse » (Festung) inventée par Hitler.
Le 22 avril Reymann est remplacé par le général Helmut Weidling à la tête de la « Région de défense de Berlin ». Weidling conserve Refior à ses côtés et en fait son chef de « cabinet civil ».
Tôt le matin du 26 avril, Refior est réveillé au quartier-général de Weidling, le Bendlerblock, par une salve rapide d'obus (ce que les Soviétiques appelaient « encadrer »), « salutation » de l'Armée rouge qu'il reconnut comme un tir de réglage préalable à un bombardement de fusées Katioucha.
Le 2 mai 1945, réfugié dans le Führerbunker, il se rend aux forces soviétiques avec Weidling, son chef d'état-major Theodor von Dufving et plusieurs de leurs subordonnés.